# دغناش الأزور
دغناش الأزور (الاسم العلمي: Pyrrhula murina) أو دغناش ساو ميغيل، هو نوع من الطيور المغردة يتبع جنس الدغانيش من فصيلة الشرشوريات ضمن رتبة العصفوريات. يتواجد في جزيرة ساو ميغيل في أرخبيل جزر الأزور. وهو من الطيور الجاثمة المُهددة بالانقراض.